# مكتبة قطر الوطنية
مكتبة قطر الوطنية هي مؤسسة غير ربحية تحت مظلة مؤسسة قطر للتربية والعلوم وتنمية المجتمع. أعلنت الشيخة موزا المسند رئيسة مؤسسة قطر عن خطط المكتبة الوطنية الجديدة في 19 نوفمبر 2012 خلال حفل أقيم بمناسبة الذكرى السنوية الخمسين لمكتبة دار الكتب في الدوحة بقطر وهي أول مكتبة عامة تأسست في منطقة الخليج العربي في 29 ديسمبر 1962 والتي كانت حتى ذلك الحين تعتبر المكتبة الوطنية القطرية.
عينت مؤسسة قطر كلوديا لوكس وهي باحثة ألمانية ومكتبية محترفة لتكون مديرة لمشروع المكتبة في أبريل 2012 وأشرفت في البداية على إطلاق مكتبة قطر الوطنية كمكتبة رقمية في حين بدأ البناء على مبنى جديد في المدينة التعليمية وهي منطقة في الدوحة تم تطويرها من قبل المؤسسة كمركز للتعليم العالي وتضم الآن فروع لست جامعات أمريكية فضلا عن غيرها من المؤسسات التعليمية والبحثية.
المؤسسة الأم مؤسسة قطر - وهي منظمة خاصة مستأجرة وغير ربحية تأسست في عام 1995 من قبل حمد بن خليفة آل ثاني تطمح من خلال أنشطتها «ثقافة التميز» لتشجيع «مجتمع مبتكر ومفتوح في قطر» ودعم الانتقال «من اقتصاد قائم على الكربون إلى اقتصاد قائم على المعرفة». تصور أنها تلعب دورا أساسيا في هذا الانتقال من خلال توفير الموارد التعليمية اللازمة للطلاب والمربين والباحثين والمجتمع ككل ومهمتها هي «نشر المعرفة ورعاية الخيال وزراعة الإبداع والحفاظ على تراث الأمة للأجيال المقبلة» أو في صياغة أخرى للمساعدة في «سد المعرفة مع التراث في العالم العربي والإسلامي».
يهدف مركز قطر الوطني لخدمة وظيفة ثلاثة أضعاف كمكتبة وطنية ومكتبة جامعية على مستوى البحوث ومكتبة عامة حضرية مركزية مجهزة للعصر الرقمي. بوصفها مكتبة وطنية تقوم بجمع المعارف العالمية وتوفيرها بما في ذلك المحتوى والمواد التراثية ذات الصلة بقطر والمنطقة كجامعة ومكتبة بحثية تدعم التعليم والبحث على جميع المستويات وكمكتبة عامة مركزية حديثة توفر خدمات المكتبة والموارد اللازمة لتلبية مصالح القراءة وتعزيز محو الأمية المعلوماتية لدى عامة الناس ومع افتتاح المبنى الجديد ستكون أيضا بمثابة مكان اجتماع مجتمعي.

## مجموعات المكتبة والخدمات
أي شخص يعيش في قطر وله بطاقة هوية قطرية أو تصريح إقامة ساري المفعول مؤهل للحصول على تسجيل مجاني للمكتبات. يوفر موقع مكتبة قطر الوطنية للمستخدمين المسجلين الدخول المجاني عبر الإنترنت إلى مجموعة متنوعة من الموارد عبر الإنترنت بما في ذلك قواعد البيانات العلمية الدولية والمجلات الأكاديمية العليا فضلا عن الأدب الشعبي والمجلات وموارد الأطفال والموسيقى. يقدم الموقع أيضا أخبارا عن التقدم المحرز نحو افتتاح المبنى.
تقدم المكتبة مجموعة واسعة من الكتب الورقية والكتب الإلكترونية باللغتين الإنجليزية والعربية بما في ذلك الخيال الأكثر مبيعا والكلاسيكية فضلا عن المجلات وأقراص الفيديو الرقمية والأقراص المدمجة والكاسيت. في عام 2011 كانت مجموعة المكتبة تتألف من 281,389 كتاب عربي و38،059 كتابا غير عربي وهو ما يمثل 50٪ و65٪ من جميع مخزونات الكتب في مكتبات قطر على التوالي. تماشيا مع مهمة قطر الوطنية للمساعدة في إعداد سكان قطر للمشاركة في اقتصاد المعرفة العالمي تم التخطيط لمجموعة واسعة من البرامج والخدمات التعليمية التي تركز على محو الأمية المعلوماتية ومحو الأمية في مرحلة مبكرة ومهارات البحث واستخدام الموارد الرقمية. تشمل البرامج التعليمية للمكتبة نوادي الكتب وفصول تعلم اللغة والفعاليات الموسيقية وورش العمل الحرفية فضلا عن أحداث للأطفال وأسرهم مثل القص والحرف والمعارض العلمية.

## جمع التراث
بالإضافة إلى المقتنيات العامة (المجموعة الرئيسية) والموارد الأكاديمية على الإنترنت فإن المبنى الجديد سوف يضم مركزا لمجموعة التراث الوطني للكتب النادرة والمخطوطات وغيرها من المواد المتعلقة بالحضارة العربية الإسلامية. كانت هذه المجموعة التي كانت تعرف سابقا باسم مكتبة التراث العربي والإسلامي قد بدأها حسن بن محمد بن علي آل ثاني في عام 1979 وتم دمجها في شبكة قطر الوطنية في عام 2011.
تقدم مجموعة التراث مجموعة لا مثيل لها من المصادر التاريخية حول قطر والمنطقة بما في ذلك كتابات المسافرين والمستكشفين الذين زاروا منطقة الخليج العربي على مر القرون والمخطوطات العربية والخرائط التاريخية والكرة الأرضية فضلا عن الأدوات العلمية وأمثلة في وقت مبكر التصوير. كما تحتوي على حوالي 2,400 مخطوطة ثمينة من بينها «المصحف» والأدب العربي مع التركيز الأساسي على العلوم مثل الجغرافيا والفلك والرياضيات. تكمل هذه الآثار الثمينة عناصر مطبوعة تمثل الاستقبال الأوروبي المبكر وهي الترجمات اللاتينية التي يرجع تاريخها إلى القرنين الخامس عشر إلى السابع عشر بما في ذلك القانون في الطب لابن سينا.
تم رقمنة المخطوطات من مجموعة التراث ويمكن الوصول إليها للمستخدمين المسجلين من خلال كتالوج المكتبة على الإنترنت. أتاحت أيضا أجزاء من مجموعة ذات أهمية دولية خاصة للمستخدمين في جميع أنحاء العالم مجانا من خلال المكتبة الرقمية العالمية وهو مشروع تابع لمكتبة الكونغرس بالولايات المتحدة تدعمه يونسكو. تساهم شبكة قطر الوطنية للدعم المالي للمكتبة الرقمية العالمية.
حتى افتتاح المبنى الجديد فإن مجموعة التراث مفتوحة للجمهور للقيام بجولات في مبنى مجموعة التراث في حي اللقطة في الدوحة.
في أغسطس 2015 تم تعيين مركز قطر الوطني كمركز للحفظ والمحافظة في منطقة الشرق الأوسط وشمال أفريقيا من قبل الاتحاد الدولي لجمعيات ومؤسسات المكتبات. كان هناك 13 لجنة فرعية أخرى عالمية وقت تعيينها.

## مكتبة قطر الرقمية

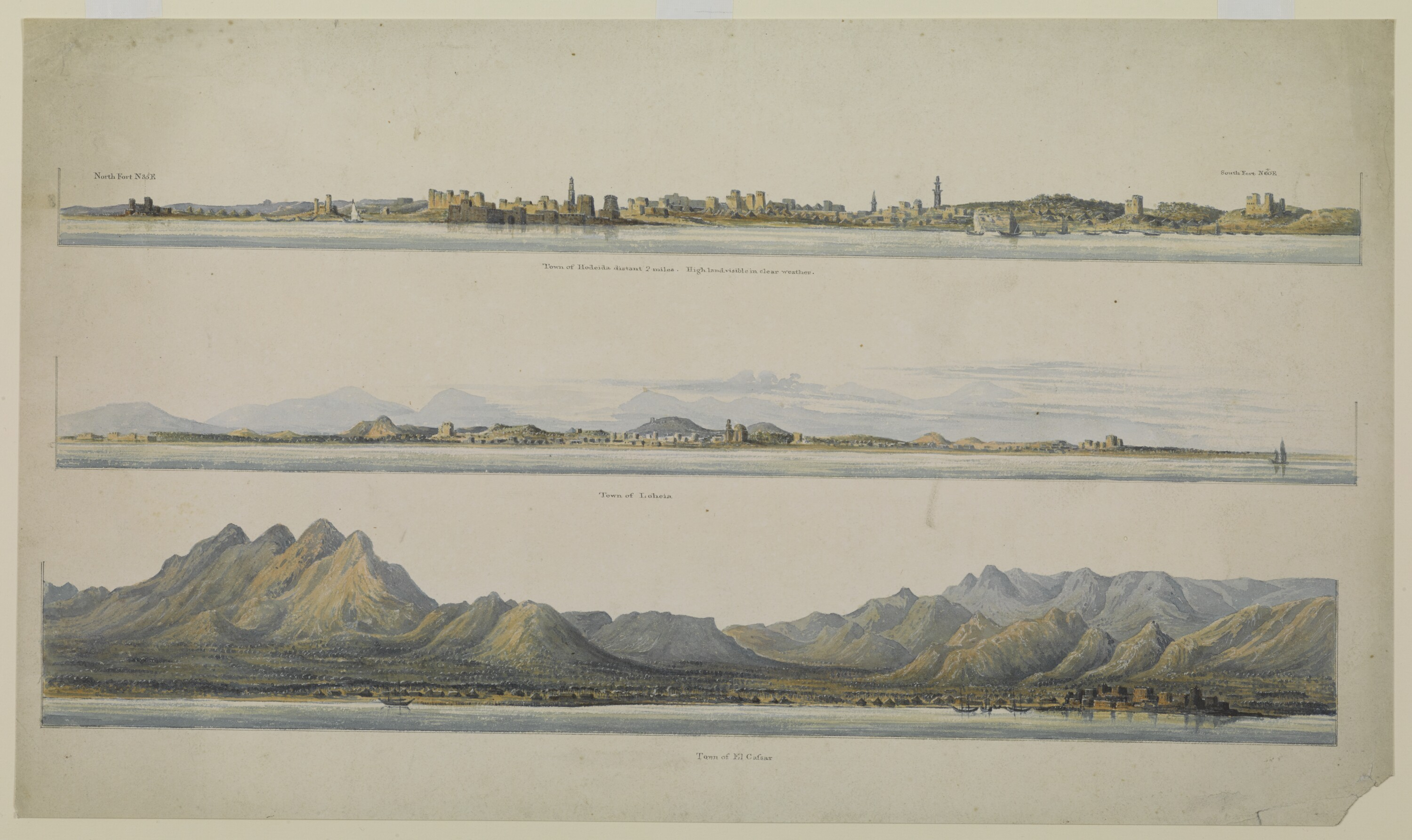
رسم لثلاث مدن ساحلية في شبه الجزيرة العربية من قبل توماس إلون في عقد 1830 تم الحصول عليها من قبل مكتبة قطر الرقمية.

تعد مكتبة قطر الرقمية تتويجا لإقامة شراكة بين مؤسسة قطر ومكتبة قطر الوطنية والمكتبة البريطانية في عام 2012. سعت الشراكة إلى رقمنة مجموعة غنية من المواد التراثية التي توثق التاريخ العربي والإسلامي وجعلها متاحة للجمهور بحرية من خلال المكتبة الرقمية القطرية التي أطلقت على الإنترنت في أكتوبر 2014. تشمل المكتبة الرقمية التي تحتوي على واجهة ثنائية اللغة الإنجليزية والعربية ما مجموعه 500,000 صفحة من البنود التي تحتفظ بها المكتبة البريطانية المتعلقة بتاريخ منطقة الخليج العربي. هناك حوالي 475 ألف صفحة تعود إلى منتصف القرن الثامن عشر إلى عام 1951 من سجلات مكتب الهند وأوراقه الخاصة (بما في ذلك محفوظات شركة الهند الشرقية ومؤسساتها التي خلفتها) و 25,000 صفحة من المخطوطات العلمية العربية في القرون الوسطى.

## المبنى الجديد
المبنى الجديد لمكتبة قطر الوطنية الذي صممه المهندس المعماري الهولندي الشهير ريم كولهاس في المدينة التعليمية في الدوحة. تشمل مرافق المكتبة المتطورة مجموعة متنوعة من مساحات التعلم التعاوني والفردي وقسم للأطفال ومحطات عمل عامة للحواسيب ومرافق إنتاج الوسائط الرقمية ومساحات للأداء ومقهى ومركز تكنولوجيات مساعدة ومركز كتابة.

## إشارات مرجعية
1. 1 2  Qatar Foundation (2013 November 4). Qatar National Library holds first Board of Trustees meeting [press release], 2. Retrieved 2014-12-13. نسخة محفوظة 04 مارس 2016 على موقع واي باك مشين.
2. 1 2  Qatar National Library. "About the library." Retrieved 2014-12-14. نسخة محفوظة 09 سبتمبر 2017 على موقع واي باك مشين.
3. ↑  Lux, Claudia (2014). "Qatar National Library – Architecture as innovation in the Arab world." International Federation of Library Associations and Institutions Journal, 40(3), 174-181; here: 176. Retrieved 2014-12-13 from http://www.ifla.org/publications/ifla-journal. نسخة محفوظة 21 يناير 2018 على موقع واي باك مشين.
4. ↑  "Qatar residents gain access to Springer's e-books and online journals" (2013 November 5). Information World Review, 7.
5. 1 2 3  Lux, Claudia (2014). 178.
6. ↑  Hamilton, Reeve (2012 May 24). "Class of 2012 in Qatar savors the College Station connection." New York Times. نسخة محفوظة 21 يناير 2018 على موقع واي باك مشين.
7. ↑  Qatar Foundation (2014). "Mission." Retrieved 2014-12-14 from www.qf.org.qa/about. نسخة محفوظة 23 مارس 2018 على موقع واي باك مشين.
8. ↑  Lux, Claudia (2014). 174.
9. ↑  Qatar National Library. "Online Resources." Retrieved 2014-12-14. نسخة محفوظة 19 أكتوبر 2017 على موقع واي باك مشين.
10. ↑  Qatar National Library. "Main Collection." Retrieved 2014-12-14. نسخة محفوظة 26 أكتوبر 2017 على موقع واي باك مشين.
11. ↑  "Chapter VII: Media, Culture and Tourism" (PDF). General Secretariat for Development Planning. مؤرشف من الأصل (PDF) في 2016-03-04. اطلع عليه بتاريخ 2015-12-18.
12. ↑  Lux, Claudia (2014). 176-177.
13. ↑  Qatar National Library. "Educational Programs and Services." Retrieved 2014-12-14. نسخة محفوظة 23 أكتوبر 2017 على موقع واي باك مشين.
14. ↑  Qatar National Library. "Heritage Collection." Retrieved 2014-12-14. نسخة محفوظة 23 أكتوبر 2017 على موقع واي باك مشين.
15. ↑  Qatar National Library. "Qatar National Library Brochure." Retrieved 2014-12-14. نسخة محفوظة 10 أكتوبر 2017 على موقع واي باك مشين.
16. ↑  World Digital Library. "About the World Digital Library." Retrieved 2014-12-14. نسخة محفوظة 30 سبتمبر 2017 على موقع واي باك مشين.
17. ↑  "World Digital Library supporters" (2014 July/August). Library of Congress Magazine', 3(4), 27'.
18. ↑  "Library selected as regional centre to preserve heritage". The Peninsula Qatar. 21 أغسطس 2015. مؤرشف من الأصل في 2018-02-27. اطلع عليه بتاريخ 2015-09-17.
19. ↑  "One million rare, historical documents to go online". gulf-times.com. 19 يناير 2015. مؤرشف من الأصل في 2015-12-08. اطلع عليه بتاريخ 2015-02-15.
20. ↑  British Library (2014). The British Library Qatar Foundation Partnership Programme. Retrieved 2014-12-18. نسخة محفوظة 07 يونيو 2017 على موقع واي باك مشين.
21. ↑  Qatar Digital Library. Retrieved 2014-12-14. نسخة محفوظة 24 أبريل 2018 على موقع واي باك مشين.
22. ↑  El-Sayed, Nadine. (2014 November 11). "Digitizing 1,000 years of Gulf history: The Qatar Digital Library opens up the rich history of the Gulf region to the public." Nature Middle East. Retrieved 2014-12-14. نسخة محفوظة 20 يناير 2018 على موقع واي باك مشين.
23. ↑  Teller, Matthew (2014, October 21). "Tales from the India Office." BBC News Magazine. Retrieved 2014-12-15. نسخة محفوظة 22 فبراير 2018 على موقع واي باك مشين.
24. ↑  "OMA's Qatar National Library nears completion in Doha" (2014 September 19). Designboom magazine. Retrieved 2014-12-13. نسخة محفوظة 05 ديسمبر 2017 على موقع واي باك مشين.
25. ↑  Qatar National Library. "Library Building." Retrieved 2014-12-14. نسخة محفوظة 14 أكتوبر 2017 على موقع واي باك مشين.